# Dent d'Hérens
Dent d'Hérens é uma montanha dos Alpes valaisanos, a oeste do Cervino (Matterhorn), sobre a fronteira Itália-Suíça, entre o Valais (Suíça) e o Vale de Aosta (Itália).

## Características
Com de 4171 m de altitude no topo, esta montanha:
- integra os cumes dos Alpes com mais de 4000 m;
- faz divisória de águas entre o Mar Adriático e o Mar Mediterrâneo;
- define um ponto da fronteira Itália-Suíça.

## Acesso
Acessível a partir do Refúgio Aosta, o Dent d'Hérens foi conquistado a 12 de agosto de 1863 por Florence Crauford Grove, William Edward Hall, Montagu Woodmass et Reginald Somerled Macdonald com Peter Perren, Jean-Pierre Cachat e Melchior Anderegg.
Alguns dias em antes Edward Whymper, Jean Antoine Carrel e Luc Meynet tiveram de abandonar pois a via de montanha que haviam tomado era demasiado perigosa e de rocha muito instável.